# Clusia decussata
Clusia decussata là một loài thực vật có hoa trong họ Bứa. Loài này được Ruiz & Pav. ex Planch. & Triana mô tả khoa học đầu tiên năm 1860.